# Арамайо, Роберт
Ро́берт Арама́йо (англ. Robert Aramayo; род. 7 ноября 1992, Халл, Англия) — английский актёр испанского происхождения.

## Жизнь и карьера
Актёрская карьера Арамайо началась в возрасте семи лет, когда он исполнил роль Багси Мэлоуна в постановке начальной школы. Когда ему исполнилось десять лет, он присоединился к молодёжному театру Халл-Трак, где он выступал в трёх пьесах за год. Его старшая сестра Лора также начала актёрскую карьеру в молодёжном театре Халл-Трак и изучала драму в театральной школе Арден в Манчестере.
Он посещал Уайкский колледж в Халле и в 2011 году получил место в престижной Джульярдской школе в Нью-Йорке. Его выступление в Джульярдской постановке «Заводного апельсина» Энтони Бёрджесса в роли Алекса, главного персонажа пьесы, принесло ему первую роль в кино в итало-американском фильме «Турист».
В 2016 году Роберт исполнил роль молодого лорда Эддарда Старка в шестом сезоне сериала HBO «Игра престолов».
Арамайо сыграл роль инженера-механика и сооснователя «Harley-Davidson» Уильяма С. Харли в мини-сериале Discovery Channel «Харли и братья Дэвидсон», который шёл по телевидению с 5 по 7 сентября 2016 года. Также в этом году он появился в фильме Тома Форда «Под покровом ночи». Он появится в мини-сериале HBO «Льюис и Кларк».
7 января 2020 года было объявлено, что Арамайо получил роль персонажа под именем «Белдор», который, как предполагается, будет играть главную роль в телесериале Amazon «Властелин колец: Кольца власти». В феврале 2022 года стало известно, что он исполнит роль эльфийского владыки Элронда.

## Фильмография

### Кино
| Год  | Название на русском | Название на английском | Роль                 |
| ---- | ------------------- | ---------------------- | -------------------- |
| 2016 | Турист              | Lost in Florence       | Сэл                  |
| 2016 | Под покровом ночи   | Nocturnal Animals      | Тюрк                 |
| 2018 | Галвестон           | Galveston              | Трэй                 |
| 2020 | Антебеллум          | Antebellum             | Дэниэл               |
| 2020 | Пустой человек      | Empty Man              | Гарретт              |
| 2021 | King’s Man: Начало  | King’s Man             | Сержант-майор Эткинс |
| 2021 | В её глазах         | Behind her eyes        | Роб                  |

### Телевидение
| Год  | Название на русском            | Название на английском                    | Роль                     | Сеть              | Примечания                                                    |
| ---- | ------------------------------ | ----------------------------------------- | ------------------------ | ----------------- | ------------------------------------------------------------- |
| 2016 | Игра престолов                 | Game of Thrones                           | Молодой Эддард Старк     | HBO               | Эпизоды: «Клятвопреступник», «Кровь моей крови», «Ветра зимы» |
| 2016 | Харли и братья Дэвидсон        | Harley and the Davidsons                  | Уильям С. Харли          | Discovery Channel |                                                               |
| 2017 | Охотник за разумом             | MindHunter                                | Элмер Уэйн Хенли-младший | Netflix           | серийный убийца, которого опрашивают Карр и Смит (2-й сезон). |
| 2018 | Льюис и Кларк                  | Lewis and Clark                           |                          | HBO               |                                                               |
| 2022 | Властелин колец: Кольца власти | The Lord of the Rings: The Rings of Power | Элронд                   | Amazon Studios    |                                                               |